# Fluxo gênico entre espécies do gênero Homo
A expansão da área da paleogenética levou a um influxo de novas técnicas e possibilidades de pesquisa no passado evolutivo dos hominíneos, que permitiram descobertas sobre a ocorrência passada de fluxo gênico entre as diferentes espécies do gênero Homo, da qual Homo sapiens é o único representante vivo. O sequenciamento dos genomas de outras espécies de Homo demonstra que houve cruzamento bem sucedido entre H. sapiens e os membros extintos do gênero (normalmente chamados humanos arcaicos), deixando marcas genéticas em populações atuais de nossa espécie. Após a divergência entre H. sapiens, Neandertais e Denisovanos, houve intensa miscigenação, com fluxo gênico dos Neandertais para os ancestrais dos primeiros humanos modernos fora da África, dos Denisovanos para os ancestrais de populações hoje residentes na Oceania e Ásia Continental e, possivelmente, dos Denisovanos para uma “espécie-fantasma” que teria divergido das outras linhagens há um milhão de anos.

## Humanos modernos e Neandertais

### Contribuições para o genoma de humanos modernos
Sabe-se que os primeiros humanos modernos a saírem do continente Africano e os hoje extintos Neandertais coabitaram a região do Levante no Oriente Médio há até 125,000 anos atrás. Embora seja difícil dizer qual o tipo de relação que se estabeleceu entre esses ancestrais dos humanos modernos e os humanos arcaicos lá presentes, sabe-se que dentro do período de 65.000 a 47.000 anos atrás houve contribuição genética por parte dos Neandertais para o genoma de H. sapiens. 
Os resultados dessa contribuição em termos percentuais variam radicalmente entre as diferentes populações humanas, refletindo histórias demográficas das populações modernas. As populações euroasiáticas são as que apresentam maiores influências do cruzamento com Neandertais, com proporções do genoma atual com origem neandertal de cerca de 2%. Por muito tempo, conjecturou-se que populações africanas não teriam influência neandertal, dado que o processo de introgressão teria ocorrido somente nos humanos modernos saídos da África rumo ao Oriente Médio; embora fosse considerado um possível papel do posterior retorno de europeus para o continente africano o de introdutor de alelos neandertais no continente, esse efeito era desprezado, por se imaginar muito pequeno. 

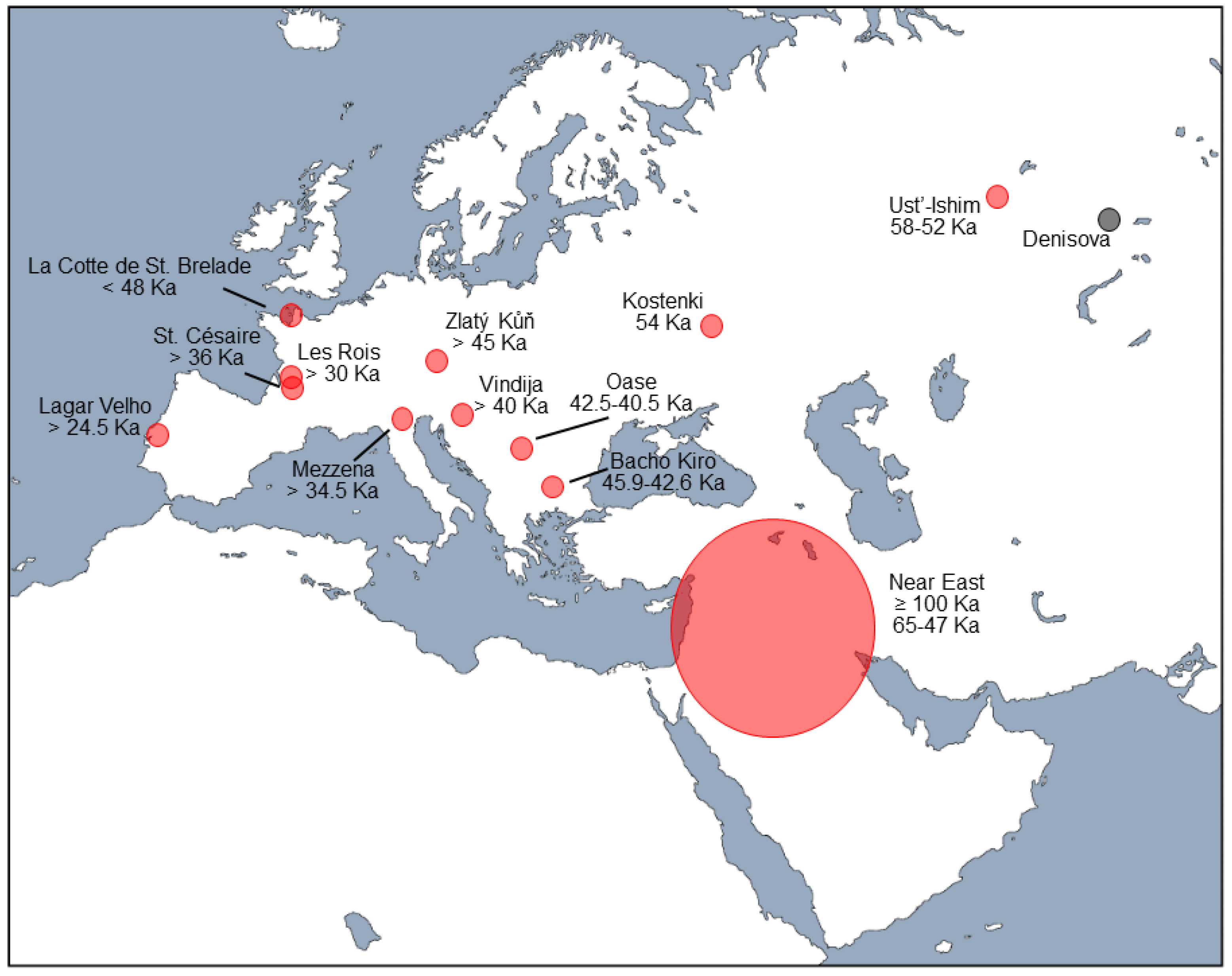
Mapa da Eurásia no qual estão indicados possíveis eventos de hibridização Neandertal-humana (círculos vermelhos) baseados em amostras fósseis das regiões.

No entanto, evidências recentes têm demonstrado que a influência Neandertal em genomas africanos não é desprezível. Num movimento de retorno ocorrido há cerca de 20.000 anos, linhagens ancestrais de humanos modernos, já carregando alelos neandertais, teriam os introduzido nas populações africanas, o que explicaria estimativas que apontam a presença de até 0,3% de DNA neandertal.
Mais especificamente para diferentes populações euroasiáticas, diversos estudos foram realizados na tentativa de dimensionar como a colaboração neandertal se manifesta nos genomas atuais. As estimativas variam, estando na faixa aproximada de 1-4%, mas há consenso entre a maioria dos estudos ao estimar que cerca de 2% do genoma euroasiático origina-se de Neandertais. Curiosamente, comparações concluíram que o genoma das populações europeias não é o mais influenciado por Neandertais, embora boa parte de seus remanescentes tenham sido encontrados nesse continente. Na verdade, essas comparações concluem que populações do leste da Ásia têm as maiores porcentagens de DNA neandertal, seguidas pelos europeus ou melanésios, a depender do estudo.
Uma possível explicação para a dissonância entre a expectativa de encontrarmos maiores contribuições neandertais na Europa (dada a prevalência de seus remanescentes nesse continente) e as evidências de maiores contribuições deles para populações do leste asiático podem ser resolvidas mediante as informações de contribuição neandertal para genomas africanos. Estudos anteriores haviam usado as populações africanas, que se pensava não terem influência neandertal, como amostras de referência; no entanto, se considerarmos os fluxos migratórios de europeus carregando DNA neandertal para a África há 20.000 anos, corrigindo o viés anteriormente introduzido, a contribuição neandertal para europeus alcança níveis semelhantes aos das populações asiáticas. Outro fator que pode ter contribuído para a observação seriam eventos de introgressão de alelos neandertais nos ancestrais exclusivos das populações asiáticas, após eles terem se separado dos ancestrais das populações europeias.
No entanto, os fluxos de europeus carregando alelos neandertais de volta para a África não ocorreram de forma igualitária geograficamente. Análises genômicas revelam uma estrutura populacional na introgressão dos genes neandertais em populações africanas, sendo que populações norte-africanas têm influência neandertal, mas não as subsaarianas. Dentre as norte-africanas, o aporte neandertal varia de acordo com a população: populações com ancestralidade autóctone norte-africana (ou seja, com pouca influência europeia ou asiática), como os berberes da Tunísia, têm influência neandertal tão grande (ou maior) do que populações euroasiáticas. Populações com influência europeia ou do Oriente próximo moderada, como as do Egito e norte do Marrocos, têm cerca de dois terços da influência neandertal observada em populações da Eurásia. Por fim, populações norte-africanas com muita miscigenação subsaariana, como as do sul do Marrocos, têm apenas 20% da quantidade de influência neandertal observada nos euroasiáticos. Como populações norte-africanas autóctones são as com maior influência neandertal, a possibilidade de que esses genes tenham sido introduzidos recentemente (na Idade Moderna, por exemplo), podem ser descartadas em prol de um evento de miscigenação mais antigo, como o descrito anteriormente. 
Estima-se que, somando todos os diferentes alelos de origem neandertal presentes hoje em populações humanas, cerca de 20% do genoma neandertal esteja preservado através de antigos processos de introgressão nas linhagens ancestrais de humanos modernos. Dessa porção do genoma neandertal preservada em genomas humanos, 7,2% é compartilhado exclusivamente entre africanos e europeus, enquanto 2% é compartilhado exclusivamente entre africanos e leste-asiáticos.

### Perfil dos Neandertais que que reproduziram com humanos modernos
Comparando as sequências recuperadas de resquícios neandertais das cavernas de Mezmaiskaya (norte do Cáucaso), Denisova (Sibéria) e Vindija (Croácia) com os genes e alelos de origem neandertal presentes em populações humanas, encontrou-se que as sequências presentes em humanos não-africanos atuais são semelhantes às de Mezmaiskaya e Vindija. Esse achado aponta que a população Neandertal que de fato teria cruzado com os ancestrais das populações euroasiáticas modernas seria um grupo ancestral tanto dos Neandertais de Mezmaiskaya quanto de Vindija, antes desses dois grupos terem divergido.

### DNA mitocondrial e cromossomo Y
Até o momento, não há evidências de influência neandertal no DNA mitocondrial de Homo sapiens. Explicações sugeridas para isso, levando em conta a matrilinearidade da transmissão de DNA mitocondrial, incluem: i) que cruzamentos entre Neandertais e humanos modernos ocorressem preferencialmente entre machos neandertais e fêmeas H. sapiens; ii) que houvessem efeitos deletérios em carregar DNA mitocondrial neandertal, sendo por isso selecionado apenas o de H. sapiens; iii) que híbridos entre humanos modernos e Neandertais com mães neandertais fossem criados junto às mães, tendo sido portanto extintos juntamente com o restante da espécie; iv) que híbridos de pais H. sapiens e mães neandertais não seriam férteis. 
Essa última hipótese, no entanto, é parcialmente contestada por achados que indicam que a linhagem cromossômica Y de Neandertais teria sido substituída por uma linhagem Y de H. sapiens, que teria passado por introgressão em Neandertais entre 370.000 a 100.000 anos atrás. Isso apresenta um problema à hipótese dos híbridos inférteis pois, sendo o cromossomo Y de herança patrilinear, a única forma de ter ocorrido a introgressão de cromossomos Y no genoma neandertal seria a viabilidade dos híbridos de pais H. sapiens e mães neandertais. No entanto, certas características do DNA neandertal presente em humanos modernos são melhor explicadas por infertilidade do híbrido; uma alternativa que poderia conciliar essas duas visões contrastantes é a de que os cruzamentos entre humanos modernos e Neandertais fossem muito raros, na ordem de um cruzamento a cada 77 gerações; nessas condições, poderíamos esperar que a presença de DNA mitocondrial fosse muito rara.

### Diferenças ao longo do genoma
Nas populações onde está presente a contribuição neandertal, há áreas onde a porcentagem de DNA de origem neandertal é praticamente nula, provavelmente devido à forte seleção negativa. Dentre os genes de pouca contribuição neandertal, vários se localizam no cromossomo X ou estão relacionados ao desenvolvimento dos testículos e espermatogênese; esse padrão poderia implicar que os híbridos eram menos férteis, tendo sido portanto negativamente selecionados com consequente queda da frequência de alelos neandertais para tais genes. Isso pode estar relacionado à hemizigose do cromossomo X em machos.
Essas áreas de menor contribuição neandertal podem também estar associadas à seleção de fundo, reduzindo diversidade genética em regiões próximas àquelas negativamente selecionadas. Explicações não-seletivas também são plausíveis, como eventos de gargalo nas populações de humanos modernos posteriores à hibridização e introgressão de alelos neandertais, intensificando os efeitos da deriva genética e podendo causar grandes perdas de diversidade.

## Humanos e Denisovanos

### Contribuições para o genoma de humanos modernos
Houve convívio também entre populações de H. sapiens e H. denisova, os denisovanos, que eram um grupo de humanos arcaicos originários da Sibéria. A partir da constatação de que há indícios de genoma denisovano em populações humanas atuais, foi estimado que os eventos de cruzamentos entre humanos e denisovanos ocorreram por volta de 44.000 a 54.000 anos atrás. Os maiores indícios de presença de DNA denisovano estão em populações da Oceania e do leste asiático, sendo a mais intensa presença a dos Negritos das Filipinas, que possuem cerca de 30-40% mais do que as demais populações. Essa distribuição possui duas explicações: i) um único evento de introgressão, que foi posteriormente diluído em diferentes populações; ii) ao menos três eventos independentes de introgressão.
Foi observado através de estudos genéticos que populações melanesias possuem cerca de 4-6% de DNA derivado de denisovanos, enquanto populações africanas e européias não apresentam contribuições significativas. No entanto, a ausência de genes denisovanos em populações do leste asiático indicam que os eventos de intercruzamento não ocorreram em regiões próximas à Sibéria, onde foram encontrados os principais registros fósseis de denisovanos. Além dos melanesios, populações aborígenes australianas também apresentaram uma quantidade relativamente grande de DNA derivado de denisovanos quando comparado com populações africanas e eurasianas, o que corrobora a hipótese inicial de que o cruzamento ocorreu entre denisovanos e uma população melanésia ancestral. A alta presença de DNA denisovano em populações da Oceania e do sudeste asiático e sua ausência em populações do leste asiático indicam que o cruzamento provavelmente ocorreu no sudeste asiático, mais especificamente ao leste da Linha de Wallace.
Esses cruzamentos teriam ocorrido entre os denisovanos e o ancestral comum das populações que atualmente possuem a maior porcentagem de DNA denisovano: os aborígenes filipinos, os aborígenes australianos e os nova-guineenses, além dos melanésios. Em 2018, no entanto, foi sugerido que ao menos dois eventos separados de hibridização com denisovanos ocorreram. Essa hipótese surge da constatação que a introgressão observada em populações do leste asiáticos é diferente daquela observada em populações do sul da Ásia e da Oceania, sendo portanto derivadas de diferentes populações denisovanas. Além disso, a alta presença de DNA denisovano nas tribos Negritos sugere que uma linhagem distinta de denisovanos insulanos existiam nas Filipinas, e que cruzaram com humanos diante de sua chegada nas ilhas.

### Diferenças ao longo do genoma
Assim como o que é observado com os neandertais, grandes trechos do genoma humano não possuem qualquer influência de DNA denisovano. Isso pode ser explicado por uma provável infertilidade apresentada nos híbridos masculinos, que é sugerida pela baixa proporção de DNA denisovano em cromossomos X e em genes que são expressados nas gônadas masculinas em humanos.
Populações eurasianas possuem muito menos material genético oriundo de introgressões denisovanas, e a presença de resquícios de tais genes pode ser mais facilmente atribuída à proximidade de denisovanos e neandertais, que cruzaram com populações ancestrais eurasianas, do que a eventos de introgressão denisovanas nessas populações.

## Outro evento de hibridização
Dados de DNA coletados na Etiópia de um indivíduo de aproximadamente 4500 anos atrás, além de outros dados do Sul, Leste e Centro-Sul da África evidenciam que algumas populações do Oeste Asiático possuem certos alelos em excesso, que apontam para uma fonte arcaica não incluída nas populações de caçadores-coletores do Leste Asiático. As populações portadoras desse DNA incluem a Iorubá, da costa nigeriana, e os Mendes, da Serra Leoa, indicando que o DNA antigo foi adquirido antes mesmo da propagação da agricultura e antes do Holoceno (11.600 anos atrás). 
A hipótese de que houve uma linha arcaica na ancestralidade dos africanos atuais que se originaram antes dos Sãs, Pigmeus e caçadores-coletores da África Oriental é apoiada por uma linha de evidência independente das descobertas de Skoglund, com base em longos haplótipos com divergências profundas de outros haplótipos humanos, incluindo Lachance et. al. (2012).
Ademais, a extração e o sequenciamento de DNA de 4 fósseis de Shum Laka, em Camarões, complementam as informações acerca da presença do DNA arcaico nas populações da África Oriental. Esses fósseis têm entre 3 e 8 mil anos e indicam que parte do DNA desses indivíduos é originária de caçadores-coletores centro-africanos (ancestrais pigmeus) e não compartilhavam o DNA arcaico encontrado nos iorubás e mandes. O padrão de diferenças entre os caçadores-coletores orientais, centrais e meridionais quando comparados aos grupos da África Ocidental foi confirmado. 
Outros estudos indicam que 2 a 19% do DNA de quatro populações do oeste africano podem ter origem nesse ancestral arcaico que se separou do ancestral dos humanos e neandertais. Outro estudo recente, que descobriu quantidades substanciais de variação genética humana anteriormente não descrita, também encontrou variação genética ancestral em africanos que antecede os humanos modernos e foi perdida na maioria dos não-africanos.